# Bitwa pod Apameą (40 p.n.e.)
Bitwa pod Apameą – starcie zbrojne, które miało miejsce w roku 40 p.n.e.
Wiosną roku 40 p.n.e. armia Partów pod wodzą Kwintusa Labienusa i Pakorusa w sile ok. 10 000 ludzi przekroczyła Eufrat w rejonie Zeugmy. Po zakończeniu przeprawy Partowie Pakorusa oblegli Apameę nad Orontesem. Labienus na czele jazdy partyjskiej wyruszył wówczas w kierunku zbliżających się oddziałów rzymskich pod wodzą propretora Decydiusza Saksy. W rejonie miasta doszło do bitwy pomiędzy obiema stronami. Partowie okazali się lepszymi kawalerzystami, zasypując żołnierzy Saksy strzałami. Następnie ciężka jazda partyjska wycięła Rzymian w pień. Saksa wraz z wojskami piechoty wycofali się do obozu. Jeszcze tej samej nocy propretor z garstką swoich zwolenników opuścił potajemnie obóz i uciekł do Antiochii. Reszta jego wojsk przeszła na stronę Labienusa.